# Ольгино (платформа, Санкт-Петербург)
О́льгино — платформа Сестрорецкого направления Октябрьской железной дороги в Санкт-Петербурге, в юго-западной оконечности посёлка Ольгино. Расположена рядом с Песочной улицей и Коннолахтинским проспектом, на участке перегона Лахта — Лисий Нос и имеет одну платформу, расположенную с северной стороны пути.На платформе можно найти расписание движения электропоездов. За платформой находится туалет.                       

## История
Платформа устроена в 1911 году правлением Общества благоустройства Ольгина, Лахты и Бобыльской.
1 июня 1952 года железнодорожная линия была электрифицирована.

## Фотогалерея

Платформа Ольгино, фото 1910-х гг.
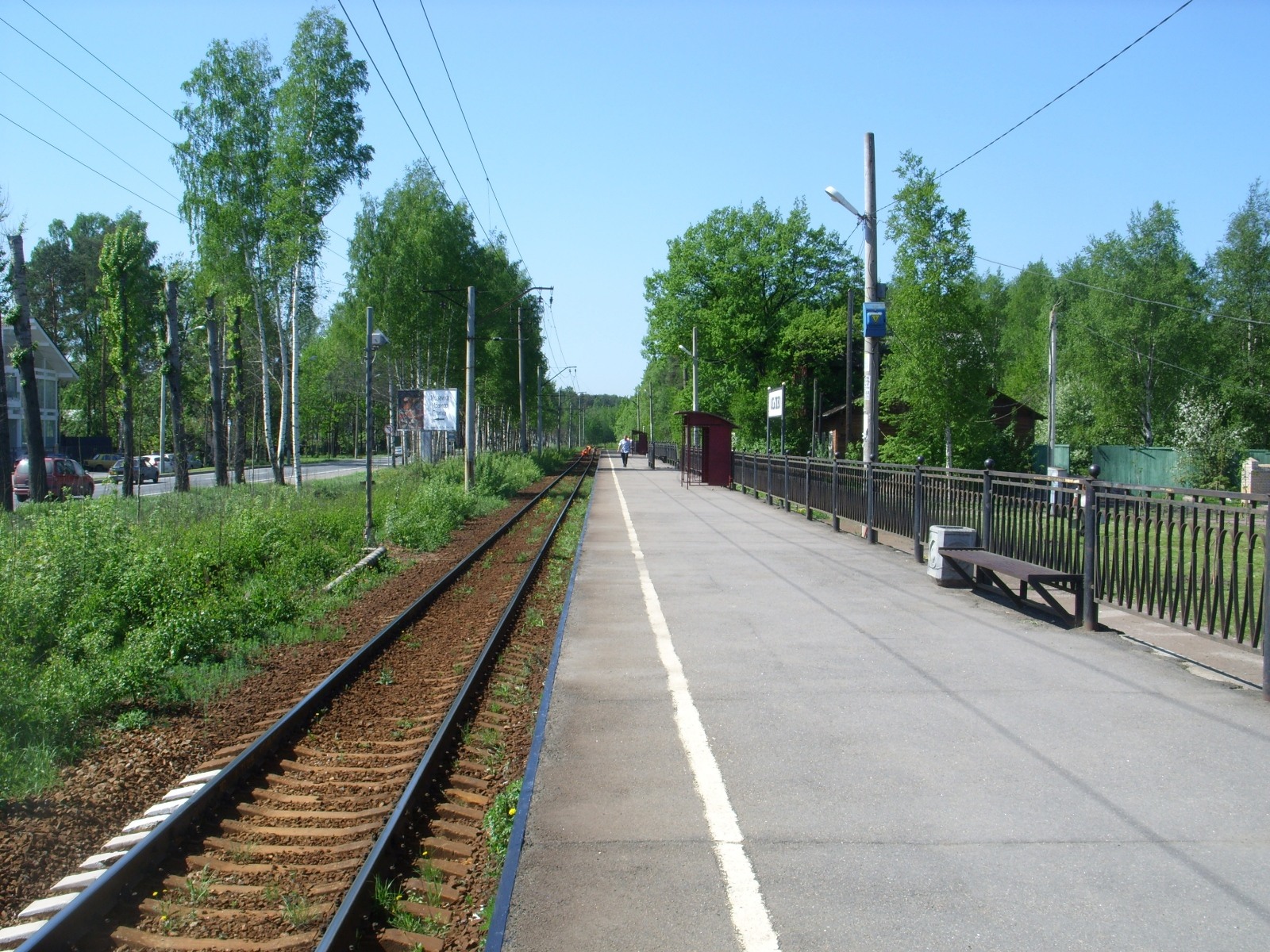
Платформа, 2010 год, вид в сторону Сестрорецка
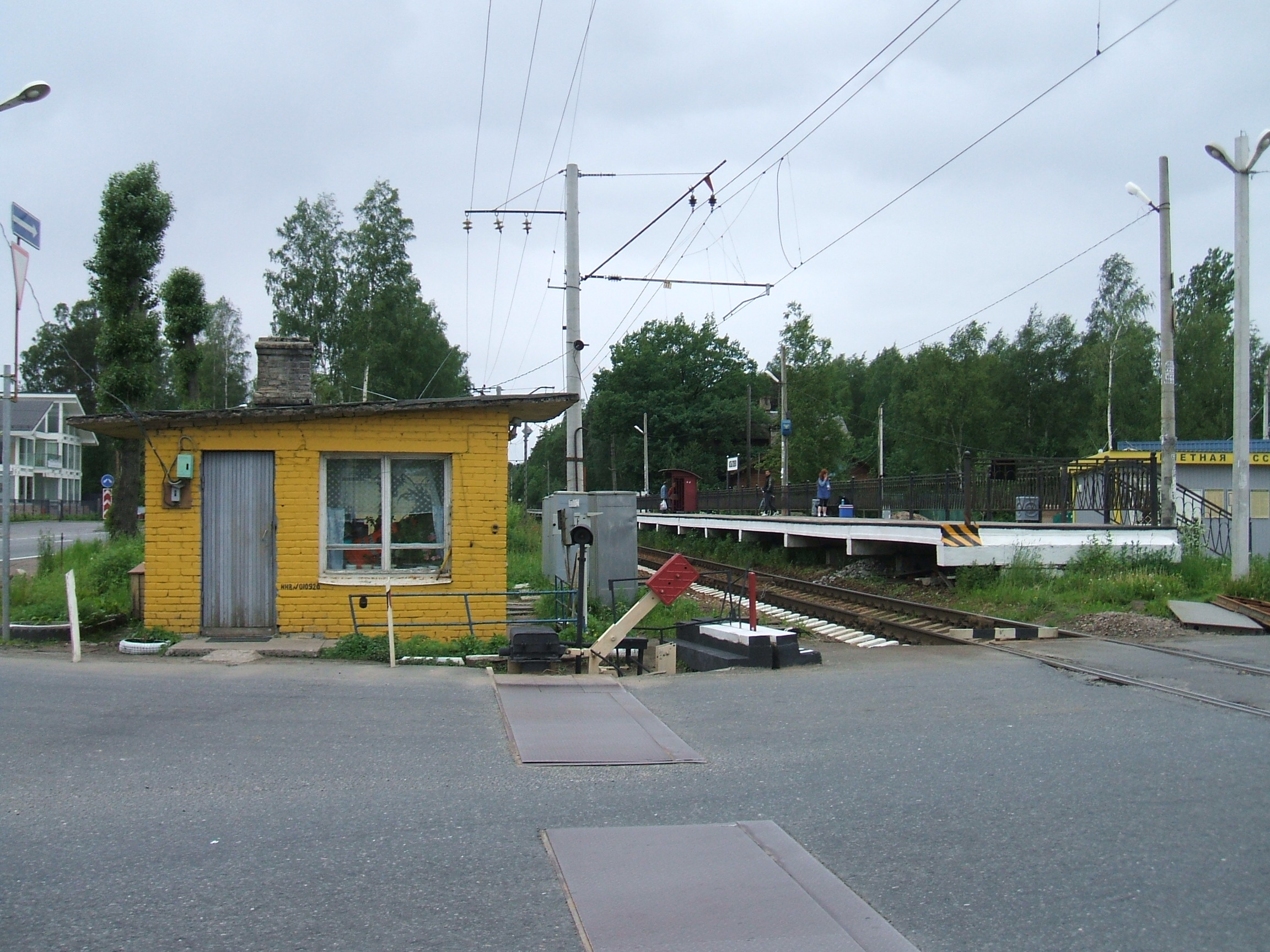
Переезд и платформа, 2010 год
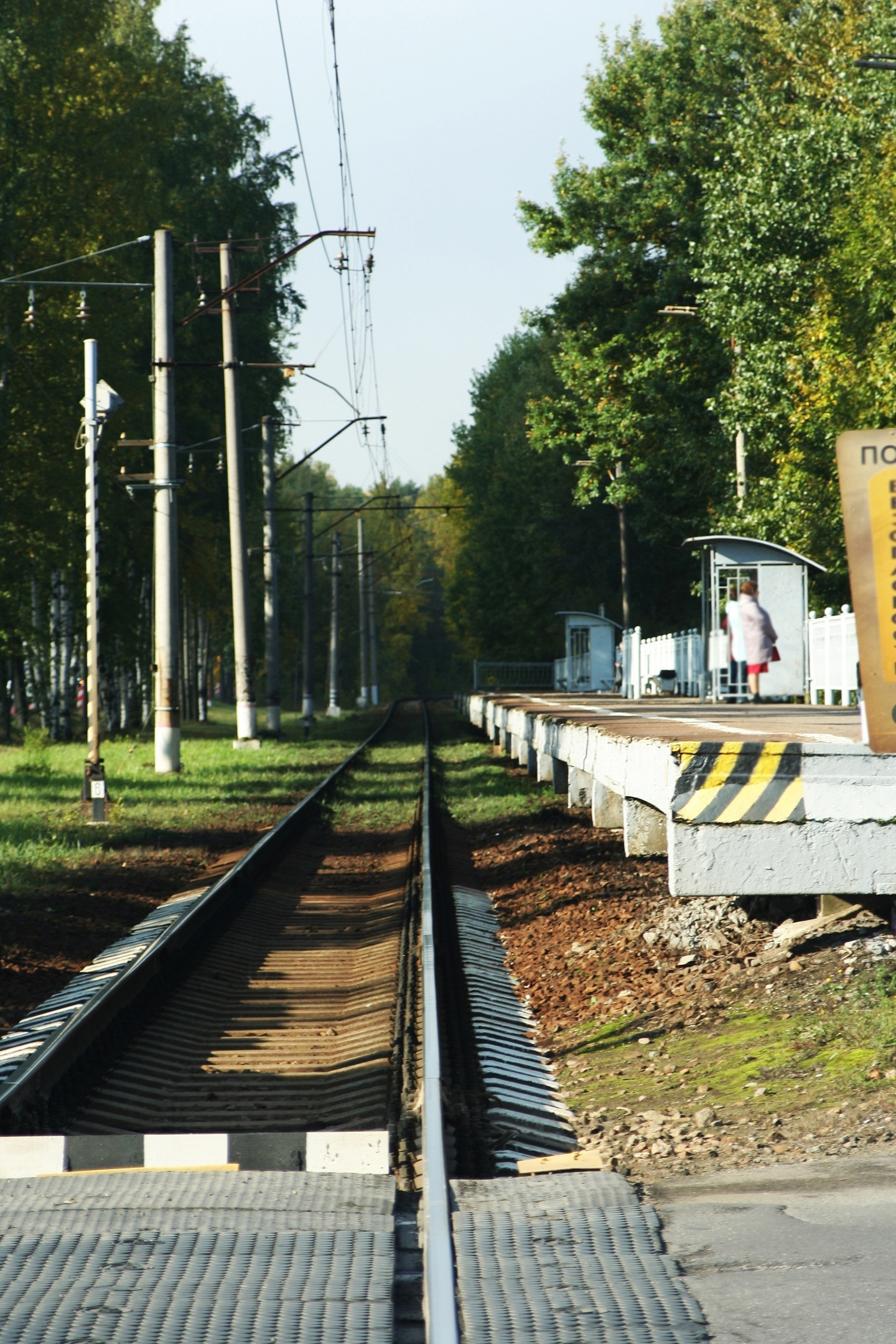
Вид на платформу, 2022 год.